# A J Kitt
Alva Ross Kitt IV detto A J o A.J. (Rochester, 13 settembre 1968) è un ex sciatore alpino statunitense.

## Biografia
Specialista delle prove veloci originario di Boulder in attività tra la fine degli anni 1980 e il decennio successivo, Kitt in Coppa del Mondo ottenne il primo piazzamento di rilievo il 23 gennaio 1988 a Leukerbad, concludendo 12º in discesa libera. Nella stessa stagione esordì ai Giochi olimpici invernali: a Calgary 1988 fu 26º nella discesa libera e non concluse né il supergigante né la combinata. 
Il 7 dicembre 1991 colse la sua unica vittoria, nonché primo podio, in Coppa del Mondo, nella discesa libera disputata a Val-d'Isère; in seguito partecipò ai XVI Giochi olimpici invernali di Albertville 1992, classificandosi 9º nella discesa libera, 23º nel supergigante e non terminando la prova della combinata. In quella stagione in Coppa del Mondo ottenne il suo miglior piazzamento sia nella classifica generale (10º), sia in quella di discesa libera (3º), grazie anche a tre podi (tra i quali il 2º posto nella prestigiosa discesa libera disputata sulla Streif di Kitzbühel il 18 gennaio).
Nel 1993 ai Mondiali di Morioka, sua prima presenza iridata, vinse la medaglia di bronzo nella discesa libera; l'anno dopo ai XVII Giochi olimpici invernali di Lillehammer 1994 fu 17º nella discesa libera e non completò il supergigante. Il 15 marzo 1995 ottenne sull'impegnativa Stelvio di Bormio il suo ultimo podio in Coppa del Mondo, ancora in discesa libera (2º). Alla sua ultima presenza iridata, Sestriere 1997, fu 23º nella discesa libera e 25º nel supergigante, mentre all'addio olimpico, Nagano 1998, non portò a termine la discesa libera. Si congedò dalla Coppa del Mondo con il 39º posto ottenuto nel supergigante di Lillehammer Kvitfjell dell'8 marzo 1998; il suo ritiro avvenne poche settimane dopo, in occasione dei Campionati statunitensi di quell'anno.

## Palmarès

### Mondiali
- 1 medaglia:
  - 1 bronzo (discesa libera a Morioka 1993)

### Coppa del Mondo
- Miglior piazzamento in classifica generale: 10º nel 1992
- 6 podi (5 in discesa libera, 1 in supergigante):
  - 1 vittoria
  - 3 secondi posti
  - 2 terzi posti

#### Coppa del Mondo - vittorie
| Data            | Località    | Paese   | Specialità |
| --------------- | ----------- | ------- | ---------- |
| 7 dicembre 1991 | Val-d'Isère | Francia | DH         |

Legenda:

DH = discesa libera

### Nor-Am Cup
- Vincitore della classifica di discesa libera nel 1989[senza fonte], nel 1990[senza fonte] e nel 1995
- Vincitore della classifica di supergigante nel 1989[senza fonte]
- 2 podi (dati dalla stagione 1994-1995):
  - 2 vittorie

#### Nor-Am Cup - vittorie
| Data            | Località  | Paese       | Specialità |
| --------------- | --------- | ----------- | ---------- |
| 9 febbraio 1995 | Whitefish | Stati Uniti | DH         |
| 9 febbraio 1995 | Whitefish | Stati Uniti | DH         |

Legenda:

DH = discesa libera

### Campionati statunitensi
- 5 medaglie (dati parziali fino alla stagione 1994-1995):
  - 4 ori (discesa libera, supergigante[1] nel 1991; discesa libera nel 1995; discesa libera nel 1998)
  - 1 argento (discesa libera nel 1997)